# La finestra sul cortile (racconto)
La finestra sul cortile è un racconto giallo di Cornell Woolrich scritto nel 1942 con il titolo It Had to Be Murder, e ripubblicato nel 1944 con il titolo Rear Window nella raccolta After-Dinner Story, in cui l'autore usò lo pseudonimo di William Irish.

## Trama
Un fotoreporter, costretto all'immobilità nel pieno della calura estiva per una frattura a una gamba, inizia ad osservare, suo malgrado, gli accadimenti nelle abitazioni dei dirimpettai che si affacciano sul proprio cortile, fino a convincersi che uno di questi abbia assassinato la moglie. Con l'aiuto della fidanzata e dell'amico poliziotto, inizialmente scettici, e sfruttando i "ferri del mestiere" (macchina fotografica e teleobiettivo) giungerà a smascherare l'assassino rischiando anche la vita.

## Opere derivate
- Da questo racconto nel 1954 Alfred Hitchcock trasse il celebre film omonimo.[1]
- Un remake della pellicola di Hitchcock con lo stesso titolo, diretto da Jeff Bleckner, fu prodotto per la televisione nel 1998.[2]

## Edizioni italiane
Il racconto fu pubblicato per la prima volta in Italia nel 1956 da Mondadori sull'onda del successo del film, di cui riprese il titolo, come numero de La rivista di Ellery Queen (edizione italiana di Ellery Queen Mistery Magazine), supplemento alla collana I gialli Mondadori. Una seconda pubblicazione dello stesso editore fu nel 1998 in una antologia di racconti dell’autore con il titolo La finestra sul cortile e altri racconti.